# Ґайовська Ірина
Ірина Ґайовська (12 червня 1904, с. Олексинці, Королівство Галичини і Володимирії, Австро-Угорська імперія, нині Борщівський район Тернопільська область — ?, Канада) — українська громадська діячка на еміґрації, учителька.

## Біографія
1910 емігрувала до Канади. Учителювала у школах на околиці провінції Манітоба й у Вінніпезі.
1955—1957 — голова жіночого відділу КУК, секретар жіночого товариства імені княгині Ольги при Канадсько-українському інституті «Просвіта», секретар жіночого товариства імені Лесі Українки при Українському народному домі, бібліотекар цього дому. Організатор хорових і театральних гуртків. Автор публікацій у пресі.